# Gmina Brusy
Die Gmina Brusy ['brusɨ] eine Stadt-und-Land-Gemeinde im Powiat Chojnicki der Woiwodschaft Pommern in Polen. Ihr Sitz ist die Stadt Brusy (deutsch: Bruß).

## Geographie

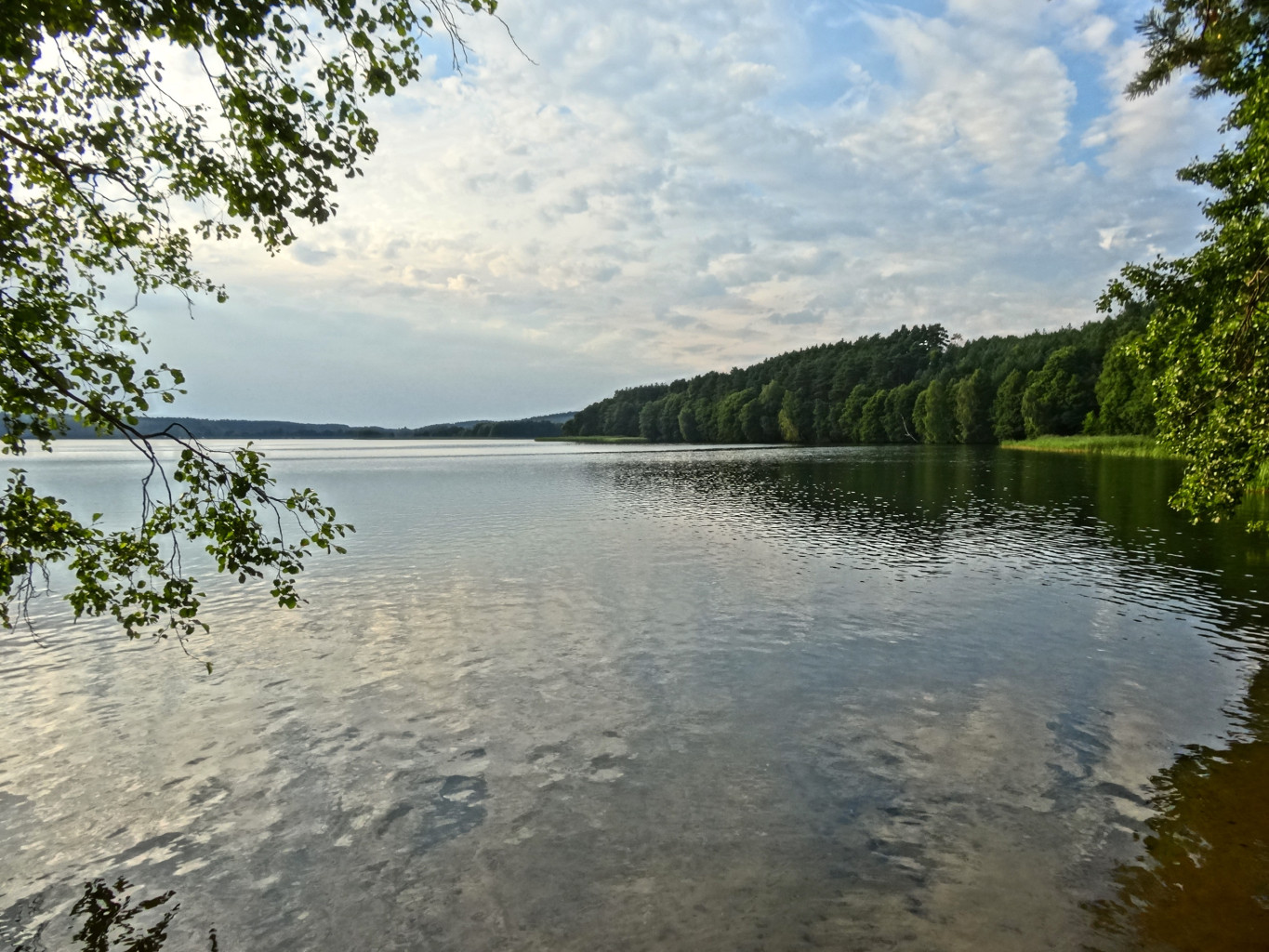
Der Płęsno

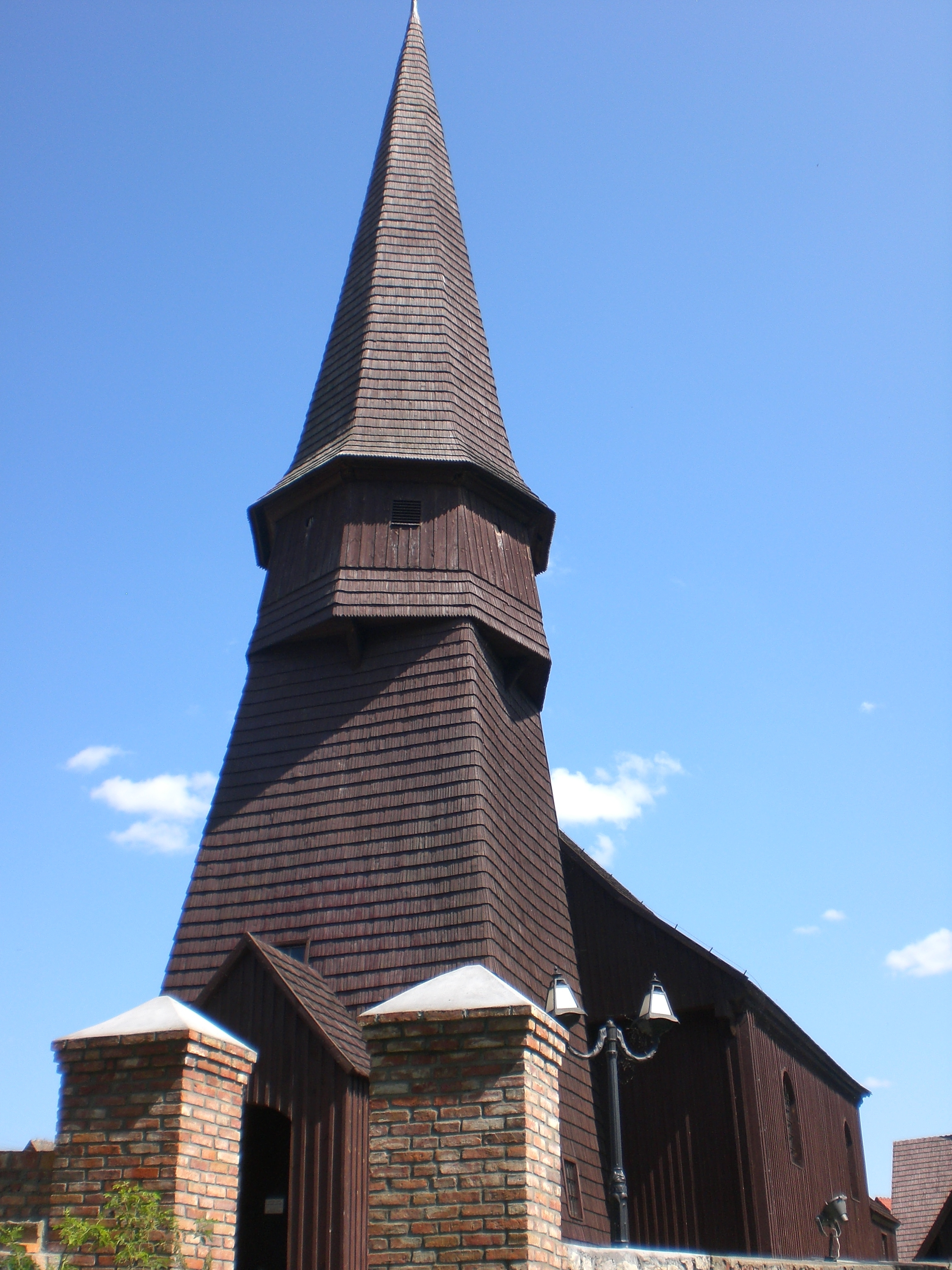
Die Kirche in Leśno

Die Gemeinde liegt in der Kaschubei, in der Bory Tucholskie (Tucheler Heide).

## Geschichte
Von 1920 bis 1939 gehörte das Gebiet der Gemeinde zum polnischen Korridor.
Von 1975 bis 1998 gehörte die Gemeinde zur Woiwodschaft Bydgoszcz.

### Wappen
Am 9. September 1999 wurde das Wappen der Gemeinde geändert. In der oberen Hälfte zeigt es wie bisher einen halben roten Greif auf weißem Grund, der ein B hält. Allerdings wurde dem Greif die Krone genommen. Der untere Teil des Wappens ist wie zuvor blau und zeigt drei Fichten. Diese waren bis 1999 grün, seitdem sind sie goldfarben.

## Gliederung
Die Stadt-und-Land-Gemeinde Brusy besteht aus den Ortschaften:
| polnischer Name        | kaschubischer Name | deutscher Name (bis 1920 und 1939–45)           |
| ---------------------- | ------------------ | ----------------------------------------------- |
| Antoniewo              | Antoniéwò          | Antonin (1942–45 Antonsfeld)                    |
| Asmus                  | Asmës              | Asmus                                           |
| Broda                  |                    | Brodda                                          |
| Brusy                  | Brusë              | Bruß                                            |
| Brusy-Jaglie           |                    |                                                 |
| Brusy Wybudowanie      |                    |                                                 |
| Chłopowy               | Chłòpòwë           | Kloppowo (1942–45 Klopphof)                     |
| Czapiewice             | Czôpiéwice         | Czapiewitz (1942–45 Reinwasser)                 |
| Czapiewice Wybudowanie |                    |                                                 |
| Czarniż                | Czôrniéż           | Czarniß (1942–45 Moorbach)                      |
| Czarnowo               | Côrnowò            | Czarnowo (1942–45 Schwarzhöfen)                 |
| Czernica               |                    | Czernitza (1942–45 Schernitz)                   |
| Czyczkowy              | Czëczkòwò          | Czyczkowo (1942–45 Langenlinden)                |
| Czyczkowy Wybudowanie  |                    |                                                 |
| Dąbrówka               | Dăbrowka           | Dombrowo (1942–45 Eichenfier)                   |
| Gacnik                 |                    |                                                 |
| Gapowo                 | Gapowo             |                                                 |
| Giełdon                | Giéłdón            | Gildon (1942–45 Gülden)                         |
| Główczewice            | Głowczéwice        | Glowczewitz (1942–45 Lauschen)                  |
| Huta                   | Hëta               | Hutta (1942–45 Heidehütte)                      |
| Kaszuba                | Kaszuba            | Kaszuba (1942–45 Spritzmühl)                    |
| Kinice                 | Kënice             | Friedrichsbruch                                 |
| Kosobody               | Kòsòbùdë           | Kossabude                                       |
| Krównia                |                    |                                                 |
| Kruszyn                | Kruszëno           | Kruschin (1942–45 Kruschen)                     |
| Lamk                   | Lamk               | Lamk (1942–45 Lemkenmühl)                       |
| Laska                  | Lôska              | Laska (1942–45 Waldsee)                         |
| Lendy                  | Lendë              | Lendy (1942–45 Lenden)                          |
| Leśno                  | Lésno              | Lesno (1942–45 Leisten)                         |
| Lubnia                 | Lubniô             | Lubnia (1942–45 Lübbenberg)                     |
| Małe Chełmy            | Małé Chełmë        | Klein Chelm (1942–45 Kelm)                      |
| Małe Gliśno            | Małé Glësno        | Klein Glisno (1942–45 Glissenbruch)             |
| Męcikał                | Mãcëkôł            | Menczikal (1900–42 Mentschikal, 1942–45 Menzig) |
| Młynek                 |                    |                                                 |
| Okręglik               | Òkrenglik          | Okrenglik (1873–1945 Elisenbruch)               |
| Orlik                  | Òrlik              | Orlik (1942–45 Arnsnest)                        |
| Parowa                 | Pôrowa             | Parowa                                          |
| Parzyn                 | Pôrzën             | Parszin                                         |
| Peplin                 | Peplën             | Peplin (1942–45 Plinne)                         |
| Pokrzywno              | Pòkrzëwno          | Pokrzywno                                       |
| Przymuszewo            | Przëmùszéwò        | Zwangshof                                       |
| Rolbik                 | Rolbiék            | Rolbick (1942–45 Rollbeck)                      |
| Rudziny                | Rudzënnë           | Rudzini (1942–45 Rautenbruch)                   |
| Skoszewo               | Skòszéwò           | Skoszewo (1942–45 Schlossen)                    |
| Spierwia               | Spiérwia           | Spirwia                                         |
| Struga                 | Strëga             | Struga (1942–45 Fließbrück)                     |
| Turowiec               | Turowiéc           | Turowitz (1942–45 Auerhöh)                      |
| Wawrzyn                |                    |                                                 |
| Widno                  | Widno              | Widno (1942–45 Spritzbrück)                     |
| Wielkie Chełmy         | Dużé Chełmë        | Groß Chelm (1942–45 Gut Kelm)                   |
| Windorp                | Windorp            | Windorp (1942–45 Windorf)                       |
| Wysoka Zaborska        | Wësokô             | Wissokasaborska (1942–45 Hohensaborn)           |
| Żabno                  | Żôbno              | Zabno (1942–45 Heidewiese)                      |
| Zalesie                | Zôlésé             | Zalesie (1942–45 Saalesch)                      |

## Verkehr
Durch Stadt und Gemeinde führt die Wojewodschaftsstraße 235 (droga wojewódzka 235). Im Süden endet diese in Chojnice, im Norden mündet sie in die Landesstraße 20 (droga krajowa 20) etwa sechs Kilometer westlich von Kościerzyna. Der nächste internationale Flughafen ist der etwa 90 Kilometer entfernte Lech-Wałęsa-Flughafen Danzig nordöstlich von Brusy.

## Persönlichkeiten
- Konstantyn Krefft, Pfarrer, geboren 1867 in Lubnia, 1940 umgekommen im KZ Stutthof.